# Stratovarius
A Stratovarius egy finn, power metalt játszó zenekar. Maga a "Stratovarius" szó nem jelent semmit, ez valójában egy szóösszetétel: a híres Stratocaster elektromos gitár és a Stradivarius hangszerek nevei vannak összeillesztve. Zenéjükben nagy szerepet kapnak a különböző, szimfonikus hangszerek is – mint például az Anthem of the World c. számban a Destiny albumról.

## Történet

### Korai évek (1984-1994)
Az együttest 1984-ben, Helsinkiben alakította 3 fiatal zenész: a dobos és énekes Tuomo Lassila, a basszusgitáros John Vihervä, és a gitáros Staffan Stråhlman. A Stratovarius "elődjének" a korábban szintén ebben a felállásban játszó, 1982-ben alapított Black Water zenekar tekinthető.
A korai Stratovarius zeneileg nem igazán hasonló a maihoz. Az akkori számokat leginkább a Black Sabbath és Ozzy Osbourne műveihez lehet hasonlítani. 1984 végén a basszusgitáros, John Vihervä kilépett a zenekarból, helyére Jyrki Lentonen került, aki korábban a Road Block nevű zenekarban együtt zenélt Timo Tolkkival (a Strato későbbi gitárosával). 1985-ben közvetlenül egy dániai fellépés előtt (Aalborgban) a gitáros, Staffan Stråhlman is kilépett a zenekarból. Az alapító tagok közül utolsóként megmaradt Toumo Lassila kétségbeesetten hívta fel Lentonen ismerősét, Timo Tolkkit, hogy segítsen. Tolkki elfogadta a felkérést, és a kapott kazetták alapján gyorsan megtanulta az összes számot. A dániai fellépést így végül megtartották.
Az átformálódott Stratovarius zenéje ekkor már egyre inkább kezdett hasonlítani a maihoz. Hamarosan nyilvánvalóvá vált, hogy Toumo énekrepertoárja nem elegendő a zenekar számára, ráadásul igen megterhelő volt neki dobolni és énekelni is egyszerre. A zenekar új énekest kezdett keresni, ám nem találtak megfelelő embert. Ekkor kényszerből Tolkki állt a mikrofonhoz, és ez végül jó megoldásnak bizonyult. 1987 végére befejezték az első demó lemezük felvételét, amely mindössze három számot tartalmazott (Future Shock, Fright Night, Night Screamer). A lemezt több zenei cégnek is elküldték.
1988-ban az együtteshez csatlakozott a billentyűs Antti Ikonen. Ugyanebben az évben elkészítették első kislemezüket Future Shock címmel, amelyet 1989-ben a második, a Black Night követett. Hosszas munka után ezen év májusában megszületett a zenekar első nagylemeze Fright Night címmel.
A zenekarra ezt követően hosszas koncertsorozat várt '89 nyarán és őszén. Olyan zenekarokkal szerepelhettek együtt, mint például az Anthrax. A koncertezés lezárultával azonban a basszusgitáros, Jyrki Lentonen kilépett a Stratovariusból. A helyzet még tovább romlott, amikor a kiadó (CBS Finland) bejelentette, hogy nem jelentet meg több Strato lemezt. A tagok nem adták fel, több új számot is írtak, és úgy tervezték, hogy új lemezeiket saját pénzből fogják finanszírozni. Az énekes és gitáros Tolkki kénytelen volt a basszust is saját maga kezelni a felvételeken. A helyzet némileg javult az új basszusgitáros, Jari Behm csatlakozásával, aki azonban hamar rájött, hogy a Strato zenei világa nem felel meg az ő stílusának, így gyorsan ki is lépett a zenekarból.
A második nagylemez eleinte a Stratovarius II nevet viselte, és 1992 elején jelent meg. A lemez második száma, a Hands of Time volt az, amely meghozta a Stratovarius számára a várva-várt áttörést. A Shark Records a zenét hallgatva azonnal szerződést kötött a zenekarral, így a pénzügyi gondok megszűnni látszottak. Az új albumot végül 1992 októberében átnevezték Twilight Time-ra. Ekkor kezdett a zenekar Finnországon kívül is népszerűvé válni, főleg Japánban tettek szert óriási hírnévre: a Twilight Time 5 hónapig a TOP 10-ben volt megtalálható, valamint egy új szerződés értelmében a JVC Victor Entertainment is terjesztette a lemezt a szigetországban.
1993-ban elkezdték az új nagylemez dalainak felvételét, majd még ugyanebben az évben csatlakozott az új basszusgitáros, Jari Kainulainen. Ám Tuomo Lassila váratlanul 8 hetes pihenőre kényszerült a mindkét kezében fellépő izomfájdalmak miatt. Így végül 5 szám felvételében a Kingston Wall dobosa, Sami Kuoppamäki segédkezett. Az új album 1994 februárjában jelent meg, és a Dreamspace címet kapta. A Stratovarius népszerűségének növekedésében ez a lemez jelentette a második lépcsőfokot. Júniusban a zenekar először lépett fel Japánban, ahol óriási sikerük volt, majd szerepeltek a legendás Shadow Club színpadán, Helsinkiben.
1994 tavaszán újra a stúdióba vonult a zenekar, és elkezdték negyedik nagylemezük felvételét. A rendkívül sikeres japán turné nagy önbizalmat adott a tagoknak, olyannyira, hogy Tolkki egy saját szólóalbumot is készített Classical Variations and Themes címmel, ami 1994 októberében jelent meg. Az album azért is különleges, mert olyan dalokat tartalmaz, mint például a Fire Dance Suite, ami eredetileg egy Stratovarius szám lett volna 1986-ban. Emellett olyan híres számok találhatóak még meg rajta, mint a Greensleeves vagy a Lord Of The Rings.

### Út a csúcsra (1995-2003)
Tolkki egyre inkább érezte, hogy az ő énektudása nem elegendő a készülő számokhoz, és úgy döntött, ezután csak a gitárt fogja kezelni. A zenekar tehát új énekes után nézett. Szerencsére valaki emlékezett rá, hogy körülbelül másfél évvel korábban egy fiatal srác, Timo Kotipelto, Lappajärviból megkereste a zenekart, hogy szeretne ott énekelni, ám akkor nemleges választ kapott. Most viszont a zenekar hívta fel őt, és felkérték egy közös próbára. Mikor Kotipelto a mikrofon elé állt, mindenki tudta, megvan az új énekes. Tolkki innentől kezdve háttérénekesként (néhány számban) és természetesen gitárosként szerepel a zenekarban.
Az új album 1995 márciusában jött ki, és a Fourth Dimension nevet kapta. Hatalmas sikere lett, amit az is mutat, hogy közel dupla annyi kelt el belőle világszerte, mint a Dreamspace-ből. A zenekar egy hosszas turnéra indult, amely során felléptek Finnországban, Németországban, Görögországban, Svájcban, Hollandiában, és Japánban. Mindenhol óriási sikert arattak. A zenekar láthatóan a világhírnév felé haladt, ám ekkor egy váratlan dolog történt. Az utolsó alapító tag, Tuomo Lassila, és a szintén régóta az együttesben játszó Antti Ikonen kilépett a Stratovariusból. A szakításnak több oka is volt, ám leginkább a személyes ellentétek és a zenei elképzelések különbözősége tették lehetetlenné a közös munkát. Lassila és Ikonen egyszerűen nem értettek egyet azzal az irányzattal, amerre a zeneszerző Tolkki vitte a Stratovariust, és inkább békében elbúcsúztak egymástól.
A három megmaradt tag (Timo Tolkki, Timo Kotipelto és Jari Kainulainen) azonban nem adta fel, és új dobos illetve billentyűs után nézett. Ekkor vált a Stratovarius "nemzetközi" zenekarrá, ugyanis a szintetizátor mögött a svéd Jens Johansson, míg a dobok mögött a német Jörg Michael kapott helyet.
A megújult zenekar immáron a Finnvox Studiosba vonult, hogy felvegye új albumát. A lemez 1996-ban jött ki, és az Episode címet kapta. Mint kiderült, Johansson és Michael remek választás volt, a Strato hangzásvilága szinte minden rajongó szerint pozitív irányba változott. Továbbá ennél a lemeznél alkalmaztak először egy 40 fős kórust. A lemezen olyan klasszikus számok találhatóak meg, mint a Father Time, az Eternity és a Will the Sun Rise?.
A következő nagylemez a Visions volt, amit 1997 áprilisában adtak ki. Az album egyből az ötödik helyen kezdett a finn toplistákon, majd 24 hétig benne is maradt a TOP 40-ben. A zenekar elindította a "Visions Tour" nevű turnéját is, amely során bejárták Európa, Dél-Amerika és Japán több pontját is. Időközben a Visions aranylemez lett Finnországban, és mintegy 20000 példánya kelt el. A zenekar ezt egy kisebb rendhagyó koncerttel ünnepelte meg a Tavastia Clubban, Helsinkiben, 1998. június 10-én. A turnéról készült felvételeket pedig egy duplalemezes koncertalbumon adták ki 1998-ban, amely a Visions of Europe címet kapta.
1998 áprilisában a zenekar elkezdte az új album dalainak megírását. A stúdiómunkálatok egész tavasszal és nyáron tartottak a Finnvox Studiosban. Végül október 5-én megjelent a hetedik nagylemez, a Destiny. A korábban, augusztus 17-én megjelent SOS című kislemez már hetek óta a finn toplisták 3. helyén volt megtalálható. A siker mértékét remekül szemlélteti, hogy a Destiny úgy nyitott a finn toplisták első helyén, hogy az album hivatalosan még meg sem jelent. Ezek után már nem is meglepő, hogy egy éven belül aranylemez lett Finnországban.
Bár 1999-ben csak egy válogatás albumot adott ki a zenekar Chosen Ones címmel, mégis soha nem látott sikerek jöttek. Az SFP című magazin olvasói a legjobb finn metalzenekarnak a Stratovariust választották meg. Ugyanezen a szavazáson lett az SOS című videóklip 1998 legjobbja. A Soundi Magazine olvasói Timo Tolkkinak ítélték a legjobb zenész díját, Timo Kotipelto harmadik lett a legjobb énekes kategóriában, míg maga a Stratovarius a legjobb metalzenekarok versenyében a második helyet szerezte meg. A Destiny album a második legjobb albumnak lett megválasztva, míg az SOS a második legjobb számnak. Továbbá Tolkki és Kotipelto is jelölést kapott a "csodálatos személyiség" kategóriájában, míg Johansson a "külföldi zenészek" kategóriában.
Az év végén a zenekar ismét a stúdióba vonult, hogy elkezdjék az új album felvételét. A lemezt a Nuclear Blast Records adta ki 2000. február 28-án. Az eredeti cím Infinity lett volna, ám a kiadás előtt ezt Infinite-re változtatták. A siker most sem maradt el: a Visions és a Destiny után az Infinite lett zsinórban a harmadik aranylemeze a Stratovariusnak. A megjelenést követően elindult a zenekar addigi legnagyobb turnéja, amely során összesen mintegy 300000 ember volt ott a koncerteken, és olyan zenekarokkal játszottak együtt, mint a Rhapsody és az akkor még kevésbé ismert Sonata Arctica. Az állomások között ott volt a Petőfi Csarnok is Budapesten. Még ebben az évben adta ki a zenekar az első és azóta is az egyetlen koncert VHS és DVD kiadványukat Infinite Visions címmel.

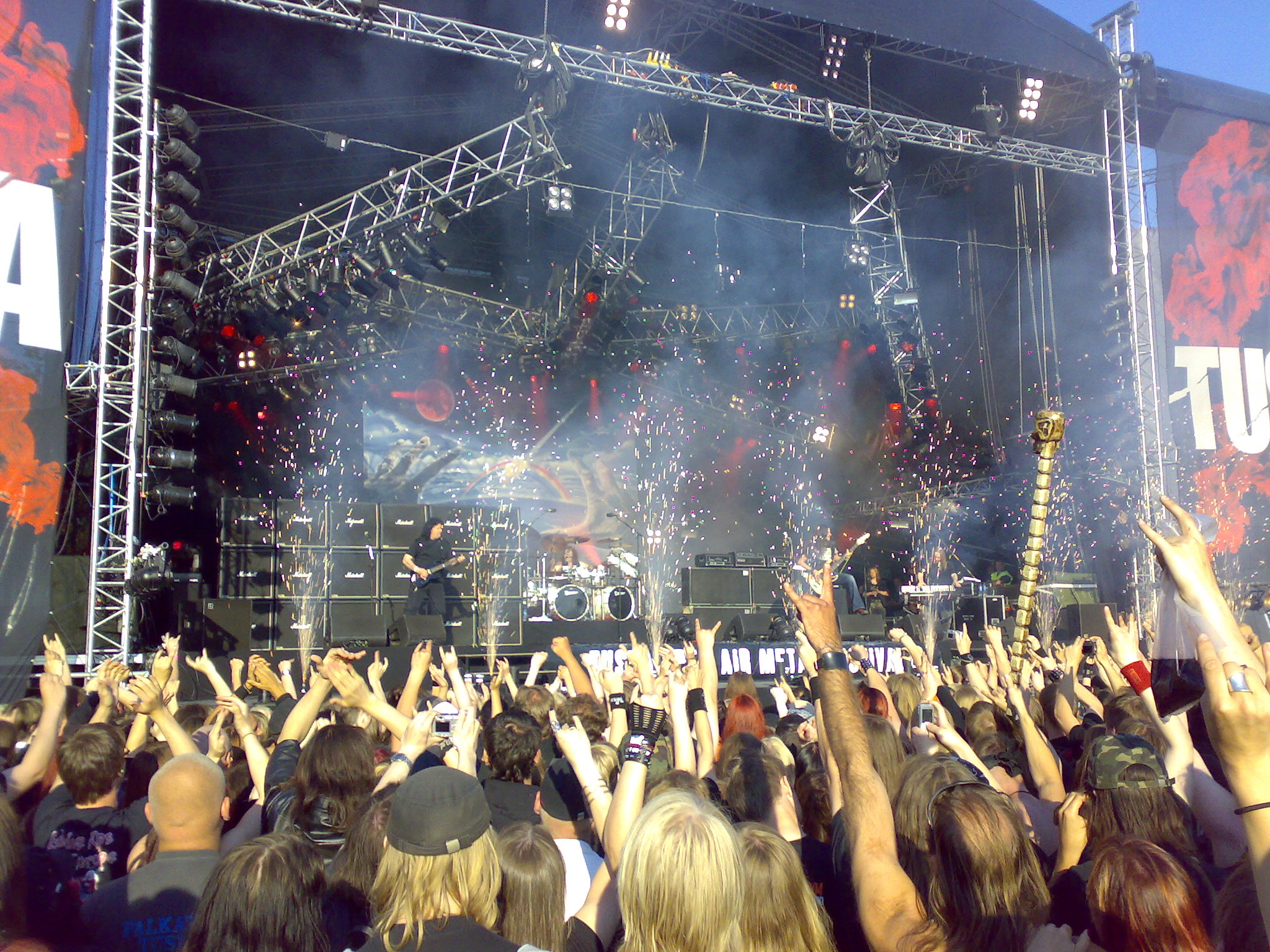
Stratovarius, Tuska Metal Fesztivál 2007

Az év végén Finnországba hazatérve a tagok úgy döntöttek, hogy határozatlan időre pihenni mennek. A "szünet" ellenére 2001-ben kiadták az Intermission című albumot. A lemez 15 számot tartalmazott, és gyakorlatilag a korábbi albumokon szereplő bónusz dalok gyűjteménye volt. Mindössze csak 5 új számmal találkozhatunk rajta. A "pihenő" továbbá lehetőséget adott Timo Tolkki és Timo Kotipelto számára egy-egy szólóalbum elkészítésére. Előbbi Hymn to Life címmel jelentette meg saját lemezét 2002-ben, utóbbi pedig megalapította szólózenekarát Kotipelto néven, amellyel első albumát Waiting For The Dawn címmel szintén 2002-ben adta ki.
Az év második felében aztán ismét összeállt a zenekar, és elhatározták, hogy a következő évre egy minden eddiginél hosszabb albumot fognak készíteni. A terv kezdetben az volt, hogy egy dupla lemezes anyagot fognak piacra dobni, ám a kiadó pénzügyi okokra hivatkozva arra kérte az együttest, hogy keressenek más megoldást. Végül úgy döntöttek hogy az egy nagy egészet képező albumot két kisebbre osztják fel, melyeket két külön időpontban adnak majd ki. Így lett tehát az eredetileg Elements néven megjelenő lemezből Elements Part I és Elements Part II. Az "első rész" 2003. január 27-én jelent meg, és olyan – azóta slágerekké vált – számokat tartalmazott, mint az Eagleheart, és a Stratofortress. Az album tempója és hangzásvilága tekintetében leginkább az Infinite-hez hasonlítható, sok rajongó szerint egyes számoknak pontos "megfelelőik" vannak a korábbi albumon. Ezek után óriási fordulatot figyelhetünk meg az Elements Part II lemezen, amely ugyanezen év október 27-én jelent meg. Itt a számok legnagyobb része lassú, monoton, és még a korábbiakhoz képest is óriási szerepet kap a kórus. Továbbá elmondható mindkét albumról, hogy Kotipelto hangja is soha nem hallott magasságokban "szárnyal" – olyannyira, hogy saját elmondása szerint az néha már kellemetlen is volt a számára.
Az ebben az évben zajló koncertezés is óriási sikereket hozott. Ezúttal az amerikai Symphony X-el indult közös turnéra a Stratovarius, előzenekarként pedig a finn Thunderstone szerepelt. A 2000-es óriási sikert hozó fellépés után ismét ellátogatott Magyarországra a zenekar: 2003. április 25-én újra láthatták őket a rajongók a Petőfi Csarnokban, Budapesten.
Az év vége felé az együttes egy új szerződést írt alá a Sanctuary kiadóval, ami biztosítani látszott a Stratovarius jövőjét, valamint Kotipelto is elkezdte második szólóalbumának munkálatait. Bár Tolkki titokban tartotta még a zenekar tagjai előtt is, hogy milyen irányvonalat képzel el a továbbiakban, mégis úgy tűnt, minden a legnagyobb rendben van.

### Válságból válságba (2003-2008)
2003 végén egyes hírek szerint váratlanul válságba került a Stratovarius, és Tolkki több tag kírúgását tervezi a zenekarból. Bár ez sokáig csak pletykának számított, végül 2003 novemberében 24-én Tolkki egy nyilatkozatában a következőképpen fogalmazott:
„Minden egyes zenekari taggal tárgyalok a Stratovarius jövőjéről. Sok pletyka kering mindenfelé és szeretném tisztázni, hogy miről van szó. A csapat jelenleg súlyos válságon megy keresztül. Visszatekintve, már világos számomra hogyan jutottunk idáig. A magam módján irányítom a Stratovariust, és mivel ’84 óta a zenekarban vagyok, mindig is egyértelmű elképzelésem volt a Strato zenei irányvonaláról. Hogy röviden összefoglaljam, ez az én bandám. Én döntöm el, milyen lesz a Stratovarius zenéje […]. Mielőtt kikiáltanátok diktátornak, elmondom azt is, hogy minden bevételt egyenlő arányban osztottunk el mindig is. Sok zenekart tudnék mutatni ahol ez fel sem merül.
Egészen múlt hétig azt gondoltam, minden rendben van, voltak persze viták, de semmi komoly. Mostanra viszont úgy érzem, veszélybe kerültek a Stratovarius jövőjét illető elképzeléseim […]. Legyen elég ennyi: amikor a viták olyan mértékig elfajulnak, hogy néhányan ököllel támadnak egymásnak, ott már valami nem stimmel, jól látom?
Most az énekes Timóval és a basszer Jarival beszélgetek itt Finnországban, jövő héten pedig New York-ba repülök, hogy Jens-szel is beszélhessek. Aztán pedig Németországba megyek Jörghöz. Azután gondolkodom.
Szóval egy kis időbe fog telni, amíg döntés születik. Eddig 95% eséllyel úgy áll a dolog, hogy három csapattagnak mennie kell. Nagyon remélem, hogy sikerül velük közös nevezőre jutnom, de ha nem, akkor menniük kell […].”
A billentyűs, Jens Johansson a következőképp kommentálta a dolgot:
„A zenekar belső rendszabálya úgy szól, hogy Timo Tolkki döntheti el, ki játszhat a Stratovariusban. Ez igazából az én ötletem volt, és azt a célt szolgálja, hogy ne lehessen ’eltéríteni’ a bandát többségi szavazatokkal vagy ilyesmivel. Ezt még akkor is helyénvalónak látom, ha emiatt esetleg kirúgnak a csapatból, ha hiszitek, ha nem! Ez elvi kérdés. Természetesen saját akaratából bárki kiléphet. Ez egy zenekar, nem koncentrációs tábor, ahogy Yngwie mondta egykor.
Biztosítalak titeket, hogy senki nem akar önként távozni […].”
2003. december 9-én kiderült, hogy nem 3, hanem csak 2 tag távozik az együttesből: az énekes, Timo Kotipelto és a dobos, Jörg Michael. A hír óriási felháborodást váltott ki a rajongók között. Sokak Tolkki mániákus depressziójával magyarázták az eseményeket.
Később, Tolkki elmondta, hogy nagyon örül a történteknek, és véleménye szerint ezzel egy új korszak fog beköszönteni a zenekar életében. December 12-én pedig részletezte a verekedést is: elmondása szerint Kotipelto és Michael verekedett össze, és ő azért lépett közbe, hogy szétválassza őket, ám ekkor már mindannyian elveszítették a fejüket, és egymásnak estek. Az egész állítólag azért kezdődött, mert Kotipelto több szerepet akart a dalszerzésben és az üzleti ügyekben is magának.
A tagok közben megállapodtak, hogy a már bejelentett koncerteket az eredeti felállásban játsszák végig, mert pénzügyileg megterhelő lenne lemondani az összeset, bár Tolkki eléggé hajlott az utóbbi alternatíva felé.
Az ezt követő pár hónap rendkívül esemény dús volt a zenekar történetében. Felröppentek a hírek, hogy az új énekes valószínűleg a korábban a Helloweenben énekelő Michael Kiske lesz, akinek az énekhangja elég hasonló Kotipeltoéhoz (és aki egyébként Tolkki jóbarátja). A pletykát Tolkki rövid időn belül cáfolta. 2004 januárjában aztán váratlanul bejelentette, hogy az új énekes egy Miss K. nevű nő (teljes nevén Katriina Wiiala), az új dobos pedig a szintis Jens Johansson testvére, a HammerFallban doboló Anders Johansson lesz. Anders azonban 1 hét múlva (január 23.) kilépett a zenekarból, azzal az indokkal, hogy ő nem szeretne állandó tag lenni, és inkább a HammerFallra akar koncentrálni. Tolkki tudomásul vette a dobos döntését, és megjegyezte, hogy valószínűleg az ő "kétes hírneve" áll Johansson kilépése mögött, valamint hogy ő sem játszana magával egy zenekarban.
Időközben, január 29-én megjelent Timo Kotipelto második szólóalbuma Coldness címmel. Talán a történtek miatt is jóval több példányt sikerült eladni, mint az első lemezből. Sok rajongó azzal a gondolattal vette meg az albumot, hogy már csak itt hallhatja énekelni kedvencét.
Ezalatt egyes pletykák szerint női dobosa lett a Stratovariusnak, mások szerint pedig még azt sem lehetett tudni, hogy egyáltalán lesz-e Stratovarius. 2004. Február 21-én a zenekar hivatalos honlapjának webmastere egy közleményt tett fel az oldalra, amelyben kijelenti, hogy többé nem kezeli a weboldalt. Tolkki ugyanis felhívta őt, és úgy beszélt, mint egy őrült. Többek között olyanokat mondott, hogy "a Kabbalával megtalálta élete célját", hogy "a Madonna életrajz olvasása közben forró hullámok öntötték el", és "Jézus szelleme beléköltözött", és így tovább…
Tolkki ezután egy elmondása szerint Jézus Krisztus utasítására magáról készített véres fotóval egybekötve kiadott egy nyilatkozatot, amely lényegében a webmaster által felvázolt eseményeket tartalmazta.
2004. március elején aztán úgy tűnt, végleg megszűnik a Stratovarius. Egy spanyolországi fellépés alatt ugyanis a billentyűs Jens Johansson nemtetszésének hangot adva lepisilte, majd a koncertet követően egy feldühödött rajongó késsel megtámadta Tolkkit, kétszer megszúrta a karján, majd pofon vágta és elfutott.
Timo Tolkki az esetet követően áprilisban teljesen összeomlott, és kórházba vonult, ahol megkezdték a gyógykezelését. Mint később kiderült, a gitáros mániákus depressziója volt az egyik fő oka annak, hogy idáig fajult a helyzet. Több hónapos kezelés következett, amelyről alig hallhattak valamit a rajongók. Június közepén aztán Timo Kotipelto egyik nyilatkozatában elmondta, hogy újra beszélő viszonyban van Tolkkival, ám még nem tudja, hogy visszatér-e a Stratovariusba.
Ezt követően hónapokig alig lehetett hallani valamit a Strato háza tájáról. Végül 2004. december végén találkoztak egymással az együttes tagjai, majd 2005. január 14-én a következőképp nyilatkoztak:
„Az áprilisi idegösszeomlása óta vártuk, hogy Timo Tolkki végre felépüljön. Körülbelül hat hete már elég erős volt, hogy újra dolgozhassunk. Az elmúlt hónapokban sokat beszélgettünk, és a bandán belüli sebeink nagy részét sikerült begyógyítanunk. Most már látjuk, milyen állapotban volt Timo és lassanként sikerült elfogadnunk, ami történt. Megbocsátottunk egymásnak és újra egyetértés van köztünk”.
A Stratovarius tehát ismét összeállt a "régi felállásban", és neki is láttak az új nagylemezük elkészítésének.

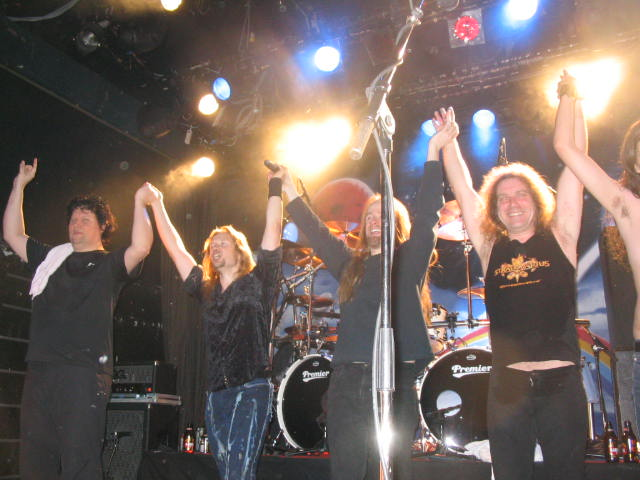
Stratovarius, Tavastia 2006

Az újraegyesülést követően a Stratovarius című album munkálatai alatt, 2005 júniusában Jari Kainulainen basszusgitáros kilépett a zenekarból. A szakítás leginkább Jari magánéletével magyarázható, ugyanis időközben megházasodott, és szeretett volna több időt tölteni családjával, ám Tolkki szerint a zenekaron belül érezhető feszültségek is közrejátszottak a döntésben. Bizonyítja ezt az is, hogy a basszusgitáros 2007-ben csatlakozott a svéd Evergreyhez.
Mivel az új nagylemezt szeptember 5-én tervezték kiadni, így bőven maradt idő egy új basszusgitáros keresésére. Végül alig egy hónap elteltével, július elején megtalálták Jari utódját Lauri Porra személyében. A választás nem volt nehéz, hiszen már Kotipelto szólóalbumain is Lauri játszotta a basszust, valamint a Sinergy, a Tunnelvision, és a Warmen nevű zenekarokban is őt hallhatta a közönség. Az új album 2005. szeptember 5-én jött ki. A korábbiakhoz képest egy rendkívül depressziós és lassú albumról van szó, alig hallhatunk rajta 1-2 gyorsabb számot.
2005. december 1-jén ismét ellátogatott Budapestre az együttes a HammerFall, és a fiatal Shakra nevű zenekar kíséretében.
2006. augusztus elején Kotipelto bejelentette, hogy elkezdte 3. szólóalbumának munkálatait, amely Európában 2007. április 20-án jelent meg Serenity címmel. Továbbá Timo Tolkki is belekezdett egy saját rockopera készítésébe Saana – Warrior of Light címen. Az első rész, a Saana - Warrior of Light Part 1: Journey to Crystal Island 2008. március 10-én jelent meg az olasz Frontiers kiadónál.
Időközben pedig, még 2007. február végén a Stratovarius ismét stúdióba vonult, hogy felvegyék pályafutásuk 13. nagylemezét. Tolkki csupán a lemez kezdőbetűit árulta el: ez lett volna a rajongók által R… R… néven emlegetett album. Még egy szám is nyilvánosságra került a 2007-es Wacken Open Air fesztiválon, Last Night on Earth (Utolsó Éj a Földön) címmel. Senki sem gondolta, hogy valóban ez volt a Strato "utolsó éjszakája".
2008. április 5-én Tolkki egy hosszabb nyilatkozatot tett közzé, amiben bejelentette, hogy hosszas beszélgetések után a zenekar tagjaival úgy döntöttek, hogy feloszlatják a Stratovariust. A végső döntés egyébként a Saana: Warrior of Light munkálatai alatt született meg, amikor Tolkki rájött, hogy másokkal mennyivel jobban élvezi a zenélést, és mennyire jobb a hangulat, mint egy Stratovarius próbán.

„Itt az ideje megtörni a csendet, és bejelenteni azt, amit sokan már sejtettetek: a Stratovarius nincs többé. […]
Amióta Timo Kotipelto és Jörg visszatértek a zenekarba, feszültség van köztünk, negativitás vesz körül minket. Leginkább engem, Timo Kotipeltót és Jörgöt. Az ok, amiért Jari Kainulainent évekkel ezelőtt kirúgták, olyan abszurd volt, hogy meg sem kísérlem itt megmagyarázni. […]
Rengeteg összetűzés következett, Jörg panaszkodott nekem Timo Kotipeltóról és Timo Kotipelto is Jörgről. […] Nem akarom itt kritizálni Timo Kotipeltót és Jörgöt. Alapvetően mindketten jó fiúk. Azonban az élet néha úgy hozza, hogy megromlanak az emberi kapcsolatok, és olyan irányba mennek, ami nem tetszik nekünk. Olyan ez mint a válás, senki nem akarja igazán, de mégis néha ez a legjobb megoldás, hogy az emberek folytatni tudják az életüket. […]
Rosszul éreztem magam a Stratovariusban. Valami rettenetesen elromlott ott, és senki nem törődött ezzel. A visszaszámlálás az utolsó Stratovarius koronggal kezdődött 2005-ben. […] Elkészítettük a Stratovarius című lemezt, amely szerintem egyenesen szörnyű lett, és turnéra indultunk. Ekkor már biztos voltam benne, hogy nagy baj van. Mintha senkit nem érdekelt volna semmi. […]
A próbákon rettenetes volt a hangulat. Lauri Porra, aki frissen csatlakozott, nem értette, mi van ezzel a zenekarral. Jörg Michael a Saxontól érkezett a turnéra, és szinte minden bulin Saxon pólóban lépett fel. […] Azt hiszem, Timo Kotipelto mindig is csalódott volt amiatt, hogy nem használtuk az ő szövegeit és dalait a Strato lemezeken. Én ezt azért nem értem, mert van neki saját szólócsapata, ahol azt csinálhat, amit akar. […] Évekig tartott, mire meg tudtam neki mondani, hogy egész egyszerűen nekem nem tetszenek a dalai és a szövegei, és köztünk az a különbség, hogy én Strato nótákat írok, míg ő csak próbál Strato nótákat írni, melyekből aztán Kotipelto nóták lesznek, amiből egyenesen következik, hogy egy Kotipelto albumon a helyük. […]
Jörg megmondta, hogy szerinte a zenekarnak vége. Három alkalommal próbáltunk felvenni dvd-hez való anyagot, de nem tudtuk használni a felvételeket, mert annyira rosszul játszottunk. Egyenesen szörnyű volt. Lehet, hogy a 120 állomásos turnén több helyen is igencsak megmozgattuk a közönséget, mégis, a hangulat olyan volt, mintha munkába mentünk volna. […] Ez volt a legkülönösebb turné, amit valaha láttam. Nagyon sikeres, de erőltetett. Nem volt szórakozás. Szomorú volt.
Ezután akartam írni egy friss, régimódi power metal albumot, mint amilyen a Visions volt. […] Ez volt a hírhedt "RR" album. A dalok nagyon jól szóltak, minden olyan volt, mint a régi Strato. De én tartottam tőle, hogy a stúdiózás kemény dió lesz. […] Senki nem próbálta igazából a dalokat és minden rettenetesen szólt. Egy hét múlva még a dobrészeknél tartottunk. Aztán feladtam. Ekkor kezdem el gondolkozni azon, hogy miért próbálok én élesztgetni valamit, ami már teljesen halott. […]
Mindennek ellenére köszönök mindent, Jörg, Timo Kotipelto, Jens, Jari, Lauri, Tuomo, Antti és Jyrki, ezért a 22 évért. Nagy buli volt. A többieknek a legjobbakat kívánom, akármihez is kezdjenek ez után. És végül, bár ez a legfontosabb, köszönöm a Stratovarius rajongóinak a szeretetet és a támogatást. Találkozunk még, így vagy úgy.”

– Timo Tolkki

### Tolkki nélkül (2008-napjainkig)
2008. május 5-én aztán váratlanul a billentyűs Jens Johannson által birtokolt Stratovarius domain lépett életbe, mint hivatalos Stratovarius oldal. Rögtön egy nyilatkozat is felkerült, amelyet a maradék négy tag írt alá. Ebből kiderül, hogy gyakorlatilag Tolkki egyedül tette tönkre a Stratovariust azért, hogy a teljesen saját szerzésű rockoperája nagyobb sikert arasson, mint amilyet megérdemelne. A maradék négy tag megerősítette, hogy a Stratovarius tovább él, és hogy továbbra is együtt akarnak zenélni.
Tolkki helyére 2008. augusztus 22-én csatlakozott az új gitáros, Matias Kupiainen. Ezzel egyértelművé vált, hogy a Stratovarius a korábbi híresztelések ellenére nem bomlott fel, és hogy a megmaradt tagok Tolkki nélkül képzelik el az együttes jövőjét.
Timo Tolkki időközben megalapította új zenekarát, melynek neve a végül meg nem jelent 13. Stratovarius album címe lett: "R… R…", azaz Revolution Renaissance. Az együttes bemutatkozó lemeze nagy sikert hozott Tolkki számára. Az albumon több híresség is énekel, akik mind jóbarátai Timonak: Tobias Sammet (Edguy), Michael Kiske (ex-Helloween), illetve Pasi Rantanen (Thunderstone).
2008 szeptemberében a Stratovarius tagjai egy hónapra egy erdei fakunyhóba vonultak, hogy elkezdjék az új album dalainak megírását, illetve az első számok felvételeit. A stúdiómunkálatok ezután egész ősszel egy hästholmeni, illetve egy helsinkii stúdióban folytak, míg végül 2009. május 15-én megjelent az új album, Polaris címmel. A Strato zenei világában jól hallhatóan óriási változás következett be, ami nem meglepő, tekintve, hogy korábban minden dalt Tolkki írt. Az új lemezen négy tag, Kotipelto, Kupiainen, Johansson és Porra felváltva írták a számokat, ezért egy igen változatos, a korábbiakhoz képest sokkal progresszívebb, neo-klasszikus szólókkal tarkított album született.
2009 májusában a zenekar elindította a Polaris lemezbemutató turnéját, amelynek keretén belül az együttes több, mint 4 év után ismét ellátogat Magyarországra: 2010. január 26-án lépnek fel a Petőfi Csarnokban, Budapesten.

## Tagok
Jelenlegi felállás
- Timo Kotipelto (ének)
- Jens Johansson (billentyűsök)
- Lauri Porra (basszusgitár)
- Rolf Pilve (dobok)
- Matias Kupiainen (gitár)

Korábbi tagok
- Timo Tolkki (gitár, ének, háttérének) [fő dalszerző]
- Tuomo Lassila (dobok, ének) [alapító tag]
- John Vihervä (basszusgitár) [alapító tag]
- Staffan Stråhlman (gitár) [alapító tag]
- Jyrki Lentonen (basszusgitár)
- Jari Behm (basszusgitár)
- Antti Ikonen (billentyűsök)
- Katriina Wiiala (ének)
- Jari Kainulainen (basszusgitár)
- Jörg Michael (dobok)

Vendégzenészek
- Sami Kuoppamäki (dobok) Kingston Wall
- Anders Johansson (dobok) HammerFall

## Diszkográfia

### Stúdióalbumok
- Fright Night (1989)
- Twilight Time (1992) (első kiadás címe: Stratovarius II)
- Dreamspace (1994)
- Fourth Dimension (1995)
- Episode (1996)
- Visions (1997)
- Destiny (1998)
- Infinite (2000)
- Intermission (2001)
- Elements Part 1 (2003)
- Elements Part 2 (2003)
- Stratovarius (2005)
- Polaris (2009)
- Elysium (2011)
- Nemesis (2013)
- Eternal (2015)

### Koncertalbumok, -videók
- Visions of Europe (1998)
- Infinite Visions (2000)
- Polaris Live (Special Edition) (2010)
- Under Flaming Winter Skies – Live in Tampere (2012)
- Live at Wacken (2016)

### Válogatások
- Past and Now (1997)
- Chosen Ones (1999)
- 14 Diamonds (2000)
- Intermission (2001)
- Black Diamond: The Anthology (2006)
- Best of Stratovarius (2016)
- Enigma II.: Intermission (2018)

### Kislemezek
- Future Shock (1988)
- Black Night (1989)
- Break the Ice (1992)
- Will the Sun Rise? (1996)
- Father Time (1996)
- Black Diamond (1997)
- Kiss of Judas (1997)
- SOS (1998)
- Hunting High and Low (2000)
- It's a Mystery (2000)
- A Million Light Years Away (2000)
- Eagleheart (2002)
- I Walk to My Own Song (2003)
- Maniac Dance (2005)
- Deep Unknown (2009)
- Darkest Hours (2010)
- Unbreakable (2013)

## További információ
- Stratovarius hivatalos weboldal: http://www.stratovarius.com